# Hermann Ehret
Hermann Ehret (* 1844 in Reichenbach im Vogtland; † 27. Dezember 1913 in Glauchau) war ein deutscher Politiker (Nationalliberale Partei) und Färbereibesitzer. Er war Stadtrat in Glauchau und Mitglied des sächsischen Landtages.

## Leben und Wirken
In Glauchau wurde er als Färbereibesitzer (Firma A. Fiernkrantz & Ehret) zum Stadtrat ernannt. Er war Vorstandsmitglied der Sächsischen Textil-Berufsgenossenschaft und nichtständiges Mitglied des Reichsversicherungsamtes. Ihm wurde der Titel Kommerzienrat verliehen.
Durchgehend von 1901 bis 1909 war er als Mitglied der Nationalliberalen Partei (NLP) in der Zweiten Kammer des sächsischen Landtags vertreten.

## Auszeichnungen
- 1899: Titel Kommerzienrat, verliehen durch den König von Sachsen
- 1911: Bödiker-Gedenkmünze
- Ritter des Königlich Sächsischen Albrechtsordens I. Klasse mit der Krone